# Helcogramma
Helcogramma ist eine Gattung kleiner Meeresfische aus der Familie der Dreiflossen-Schleimfische (Tripterygiidae). Alle Arten dieser Gattung kommen im westlichen Pazifik, im Indischen Ozean und im Roten Meer vor. Wie alle Dreiflossen-Schleimfische sind es bodenbewohnende, sehr versteckt lebende Fische.

## Merkmale
Diagnostische Merkmale, mit der sich die Gattung Helcogramma von anderen Gattungen der Dreiflossen-Schleimfische unterscheiden lässt, sind die durchgehende Seitenlinie, die über dem Kiemendeckel beginnt und dann in einem Bogen nach unten entlang der Körpermitte verläuft. Sie besteht aus 7 bis 39 mit röhrenförmigen Poren versehenen Schuppen. Weitere Merkmale von Helcogramma sind der schuppenlose Kopf, ein schuppenloser Streifen an der Basis von Rücken- und Afterflosse, drei Stachelstrahlen in der ersten Rückenflosse und einer in der Afterflosse und Bauchflossen, die von einem Stachel und zwei Weichstrahlen gestützt werden. Im Schwanzflossenskelett finden sich fünf Hypuralia.

## Arten
Zur Gattung Helcogramma zählen über 40 Arten. Sie ist damit nach Enneapterygius die zweitartenreichste Gattung der Dreiflossen-Schleimfische.

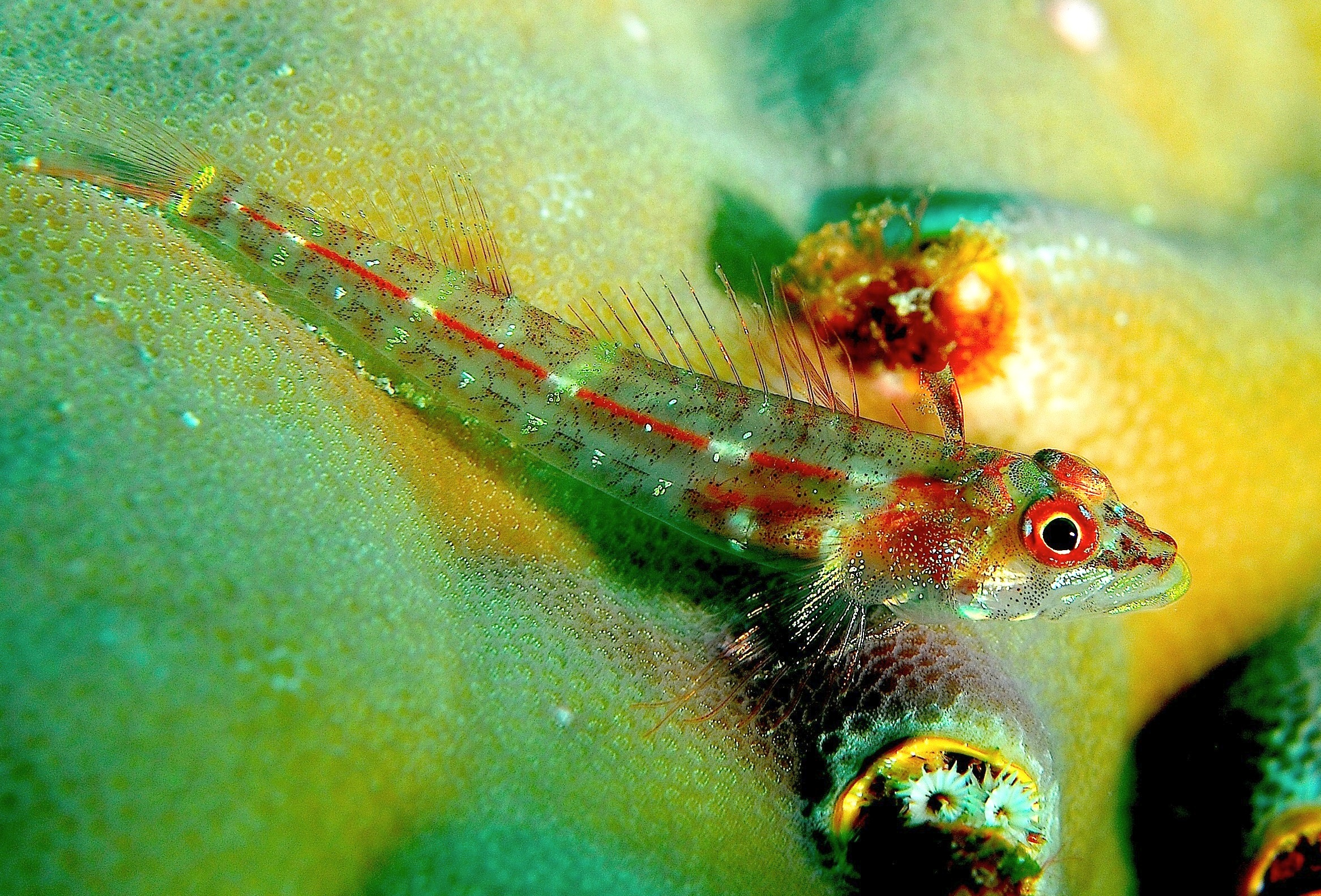
Helcogramma gymnauchen

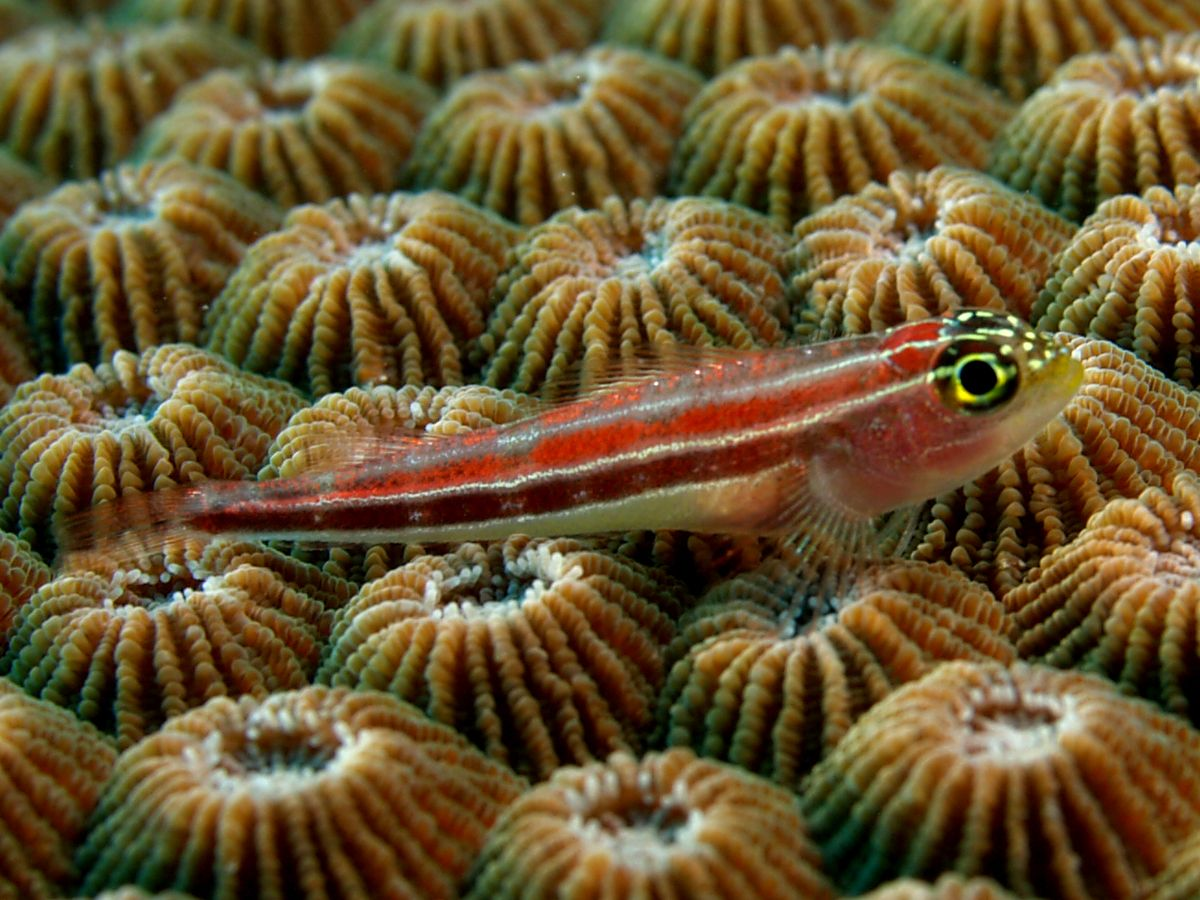
Helcogramma striata auf der Steinkoralle Diploastrea heliopora

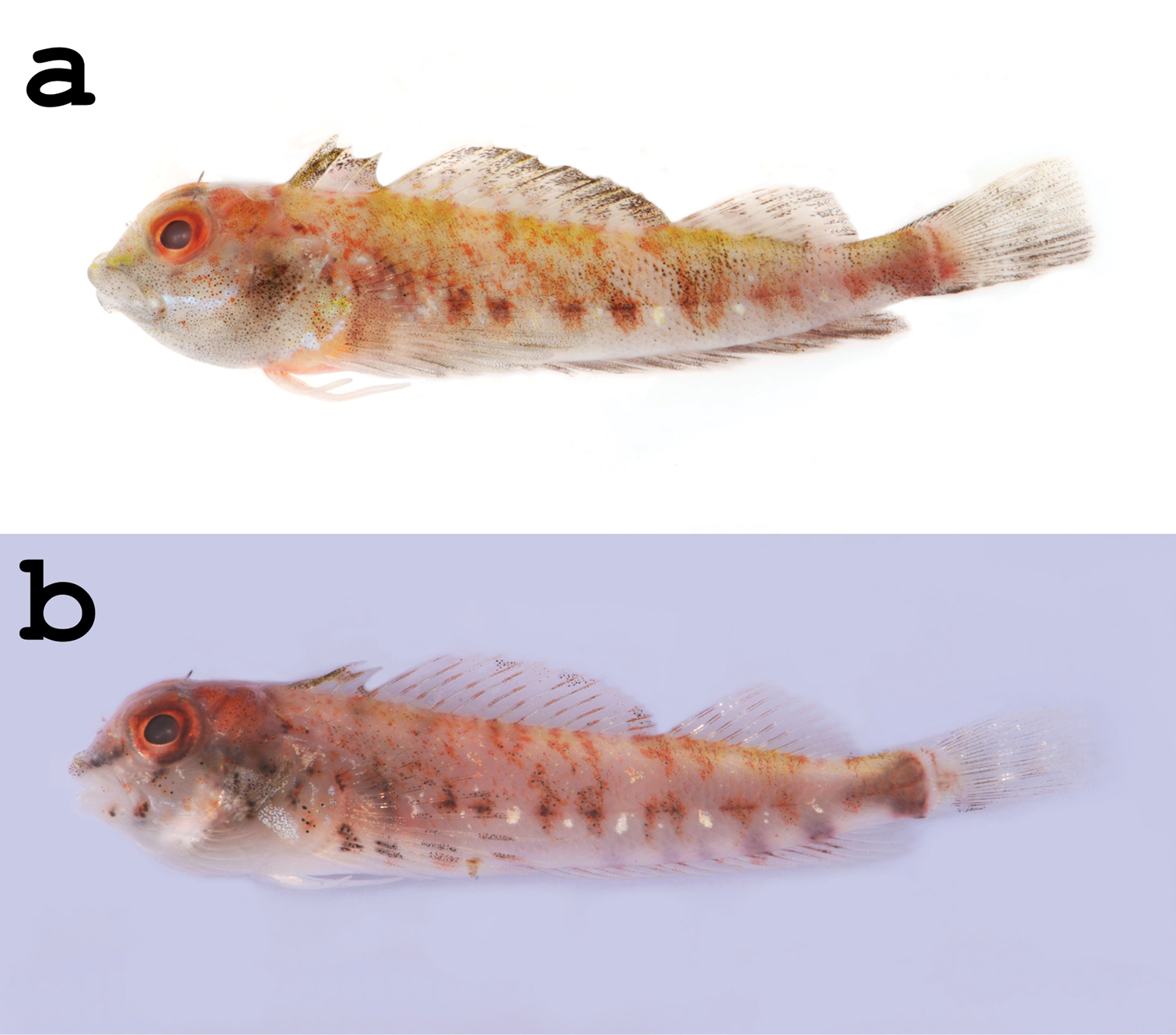
Helcogramma williamsi, Holotyp und Paratyp.

- Helcogramma albimacula Williams & Howe, 2003
- Helcogramma alkamr
- Helcogramma aquila Williams & McCormick, 1990
- Helcogramma atauroensis Fricke & Erdmann, 2017[2]
- Helcogramma billi Hansen, 1986
- Helcogramma capidata Rosenblatt, 1960
- Helcogramma cerasina Williams & Howe, 2003
- Helcogramma chica Rosenblatt, 1960
- Helcogramma decurrens McCulloch & Waite, 1918
- Helcogramma desa Williams & Howe, 2003
- Helcogramma ellioti (Herre, 1944)
- Helcogramma ememes Holleman, 2007
- Helcogramma fuscipectoris (Fowler, 1946)
- Helcogramma fuscopinna Holleman, 1982
- Helcogramma gymnauchen (Weber, 1909)
- Helcogramma hudsoni (Jordan & Seale, 1906)
- Helcogramma inclinata (Fowler, 1946)
- Helcogramma ishigakiensis (Aoyagi, 1954)
- Helcogramma kranos Fricke, 1997
- Helcogramma lacuna Williams & Howe, 2003
- Helcogramma larvata Fricke & Randall, 1992
- Helcogramma maldivensis Fricke & Randall, 1992
- Helcogramma melanolancea Tashiro & Motomura, 2018
- Helcogramma microstigma Holleman, 2006
- Helcogramma nesion Williams & Howe, 2003
- Helcogramma nigra Williams & Howe, 2003
- Helcogramma novaecaledoniae Fricke, 1994
- Helcogramma obtusirostre (Klunzinger, 1871)
- Helcogramma randalli Williams & Howe, 2003
- Helcogramma rharhabe Holleman, 2007
- Helcogramma rhinoceros Hansen, 1986
- Helcogramma rosea Holleman, 2006
- Helcogramma serendip Holleman, 2007
- Helcogramma solorensis, Fricke, 1997
- Helcogramma springeri Hansen, 1986
- Helcogramma steinitzi, Clark, 1980
- Helcogramma striata Hansen, 1986
- Helcogramma trigloides (Bleeker, 1858)
- Helcogramma vulcana Randall & Clark, 1993
- Helcogramma williamsi Chiang & Chen, 2013